# جوليا دروسيلا
جوليا دروسيلا ( الكلاسيكية اللاتينية : IVLIA • DRVSILLA ) ( سبتمبر 16م – يونيو 38م) كانت عضوة في العائلة الإمبراطورية الرومانية، الأبنة الثانية والطفل الخامس من جرمانيكوس وأغريبينا الكبرى والتي بقيت على قيد الحياة. كان لديها شقيقتان، جوليا ليفيلا والإمبراطورة أجريبينا الأصغر، وثلاثة أشقاء، الإمبراطور كاليغولا، ونيرو يوليوس قيصر، ودروسوس. كانت حفيدة الإمبراطور أغسطس، قريبة الإمبراطور تيبيريوس، ابنة أخ الإمبراطور كلوديوس، وعمة الإمبراطور نيرون .